# Maurice Roy (Kunsthistoriker)
Maurice Roy  (* 28. August 1856 in Paris; † 24. Juni 1932 ebenda) war ein französischer Historiker, Kunsthistoriker und Romanist.

## Leben und Werk
Roy habilitierte sich 1883 mit zwei Arbeiten zur französischen Verwaltungs- und Finanzgeschichte. Er war von 1893 bis 1926 hoher Beamter im französischen Rechnungshof, blieb aber in der Forschung. Als Spezialist der Renaissance trat er mit historischen und kunsthistorischen Arbeiten sowie mit der Herausgabe der dichterischen Werke von Christine de Pizan hervor. Er war von 1929 bis zu seinem Tod Mitglied der Académie des inscriptions et belles-lettres.

## Werke (Romanistik)
- (Hrsg.) Œuvres poétiques de Christine de Pisan, 3 Bde., Paris, Firmin-Didot, 1886–1896. 2 Bde., New York, Johnson, 1965.
  - 1. Ballades, virelais, lais, rondeaux, jeux à vendre et complaintes amoureuses
  - 2. L’épitre au dieu d’amours. Le dit de la rose. Le débat de deux amants. Le livre des trois jugements. Le dit de Poissy. Le dit de la pastoure. Epitre à Eustache Morel
  - 3. Oraisons, enseignements et proverbes moraux. Le livre du duc des vrais amants. Les cent ballades d’amant et de dame